# Воскресенский собор (Вятка)
Воскресенский собор — утраченный православный храм в Вятке (нынешнем Кирове). Находился на месте нынешней гостиницы «Чарушин».

## История
Первая деревянная Воскресенская церковь была срублена ещё в 1615 году. В течение XVII века храм неоднократно горел, что побудило архиепископа Иону в 1695 году благословить прихожан на сооружение каменной церкви. Артель местных зодчих – первых мастеров каменных дел к концу 1700 году закончила основные работы по возведению храма, но до окончательного завершения было еще далеко: велись внутренние работы, храм обустраивался, в 1725 году был возведен правый придел Рождества Богородицы. А через 33 года – и левый придел, в честь митрополита Ростовского Дмитрия. К началу 80-х годов XVIII века пристроены рундуки, в храме выстелен чугунный пол, обновлены росписи. К середине XIX века верх строения был покрыт железом, а в 1852 году возведена новая колокольня.
В 1921 году Воскресенский собор изучался представителями народного комиссариата просвещения. В середине 1930-х годов решением президиума городского совета Воскресенский собор перестал считаться историческим памятником, по причине якобы «сильного разрушения». В 1937 году храм был демонтирован. На его месте была выстроена гостиница «Центральная».

## Архитектура и интерьер
Каменный собор в форме четверика, с четырёхскатной крышей и пятью каменными декоративными барабанами. Декор стен и окон характерен для переходного периода конца XVII - начала XVIII века. На северном и западном фасадах в 1920-е годы ещё сохранялись изразцы, заполнявшие ширинки. Храм бесстолпный, перекрыт сомкнутым сводом. Трёхчастный алтарь отделён каменной перегородкой и перекрыт коробовым сводом с распалубками. Воскресенский собор был щедро украшен различными декоративными элементами. Типичный для Вятского культового зодчества того времени небольшой храм венчали изящные декоративные главки на тонких шейках.
Достопримечательностью собора являлся четырёхъярусный резной иконостас, представлявший собой образец древнерусской резьбы. Живопись маслом, выполненная художником Саврасовым в 1848 году заполняла пышные клейма, стены теплой церкви украшало немало икон старинного письма.